# Primož Roglič
Prímož Róglič (), slovenski smučarski skakalec in kolesar, * 29. oktober 1989, Trbovlje. 
Na računu ima skupno že 5 Grand Tour (tritedenskih) dirk, 11 velikih enotedenskih dirk, 1 spomenik in še dodatnih 5 navadnih klasik; je olimpijski prvak in svetovni viceprvak v kronometru; je tudi državni prvak tako v cestni dirki in kot tudi v kronometru. Do zdaj pa je dosegel že 88 profesionalnih zmag.
Trikrat zapored je osvojil Dirko po Španiji, skupno pa rekordnih 4-krat (2019, 2020, 2021 in 2024), in se z izenačil Roberto Herasem. Leta 2023 pa je kot prvi slovenski kolesar osvojil tudi Dirko po Italiji.
Primož Roglič je kariero začel kot smučarski skakalec, a se je po hujšem padcu leta 2007 na Letalnici v Planici usmeril v cestno kolesarstvo. Kot prvemu Slovencu mu je uspelo osvojiti etapo in rumeno majico na Dirki po Franciji. Na olimpijskih igrah v Tokiu je leta 2021 v kronometru osvojil zlato kolajno. 
Leta 2020 je kot prvi Slovenec dobil kolesarski spomenik, belgijsko dirko Liège–Bastogne–Liège, eno izmed petih najprestižnejših, najdaljših, najstarejših in najzahtevnejših enodnevnih klasik na svetu.
Kot edini kolesar v zgodovini je zmagal na najmanj šestih od sedmih največjih enotedenskih etapnih dirk; Pariz–Nica, Tirreno–Adriatico, Dirka po Kataloniji, Dirka po Baskiji, Dirka po Romandiji, Dirka po Dofineji. Da kot prvi kolesar v zgodovini osvoji sedmerček, mu v zbirki tako manjka le še Dirka po Švici.
Dobil je Dirko po Sloveniji (2015, 2018). In je državni prvak v kronometru (2016) in v cestni dirki (2020).
Med leti 2019 in 2021 je kot kolesar na vrhu  svetovne lestvice UCI kraljeval skupno 75 tednov, kar ga je dolgo uvrščalo na prvo mesto večne lestvice, a ga je leta 2022 presegel rojak Tadej Pogačar.

## Kariera

### Smučarski skoki
Roglič je bil član kluba SSK Kisovec. Na svetovnih mladinskih prvenstvih je na ekipnih tekmah osvojil zlato medaljo leta 2007 v Trbižu in srebrno leta 2006 v Kranju. V kontinentalnem pokalu je dosegel dve zmagi, 7. januarja 2006 v Planici in 10. februarja 2007 v Westbyju, ob tem ima še eno drugo in dve tretji mesti. V sezoni 2006/07 je zasedel osmo mesto v skupnem seštevku kontinentalnega pokala. Nikoli sicer ni nastopil na kakšni tekmi svetovnega pokala. Njegov osebni rekord je pri 185 metrih, ki ga je dosegel v Planici. 16. januarja 2011 je nastopil na svoji zadnji mednarodni tekmi (FIS) v poljskem Szczyrku.
Poleti 2012 je uradno končal kariero smučarskega skakalca in se začel ukvarjati s kolesarstvom. 

## Kolesarstvo

### Adria Mobil (2013–2015)
Roglič je leta 2012 prestopil v kolesarstvo, saj je doumel, da v skokih nima možnosti za res vrhunske rezultate. Takoj po koncu skakalne kariere je sicer za kratek čas začel nastopati za UCI kontinentalno ekipo Radenska, kjer ga je treniral nekdanji kolesar Andrej Hauptman in takoj opazil velik potencial in njegovo surovo moč ter mu pomagal pri piljenju kolesarske tehnike. Pri svojih 22 letih je Roglič odšel na testiranje, kjer so ugotovili, da dosega podobno odlične rezultate kot takratna najboljša kolesarja Chris Froome in Egan Bernal. Pri kolesarstvu je dobro izkoristil in unovčil svoje skakalne veščine, kot so stabilnost, ravnotežje, mehkoba pri padcih in akrobatske spretnosti. 
Kmalu je prestopil v prvo plačano ekipo, kontinentalni Adria Mobil, za katero je vozil med letoma 2013 do 2015. Ž̈e prvo leto je nastopil na Dirki po Sloveniji in osvojil 15. mesto. Leta 2014 je zmagal prvo profesionalno zmago, dobil je 2. etapo Dirke po Azerbajdžanu. Leto kasneje  je osvojil Dirko po Azerbajdžanu in Dirko po Sloveniji ter osvojil drugo mesto na Dirki po Hrvaški.

### Jumbo–Visma (2016–2023)

#### 2016
Leta 2016 je podpisal svojo prvo profesionalno pogodbo za takratno nizozemsko ekipo LottoNL–Jumbo, ki se je tri leta kasneje preimenovala. Istega leta dosegel etapno zmago na Dirki po Italiji, ko je zmagal kronometer v 9. etapi in prvič opozoril nase. Kasneje tistega leta je dosegel deseto mesto na olimpijskem kronometru v Riu de Janeiru. Postal je tudi državni prvak v kronometru.

#### 2017
Leta 2017 je kot prvi Slovenec uspel zmagati na kakšni izmed etap Dirke po Franciji, dobil je kraljevsko 17. etapo, čez sloviti Col duGalibier in dosegel dovolj točk, da je bil skupno drugi v razvrstitvi gorskih ciljev. Osvojil tudi dirko evropske UCI turneje Po Algarveju in dve etapi na Dirki po Baskiji, dirki Svetovne serije. Na Svetovnem prvenstvu 2017 v Bergnu je osvojil srebro v kronometru.

#### 2018
Leta 2018 je Roglič pokazal da je specilist za etapne dirke. Osvojil je etapni dirki po Baskiji in po Romandiji. Drugič je zmagal na Dirki po Sloveniji, kjer je osvojil dve etapni zmagi. Na Dirki po Franciji je pokazal da se lahko bori za najvišja mesta v skupnem seštevku, osvojil je kraljevsko 19. etapo, na koncu se mu je oder izmakinil za manj kot minuto.Septembra je bil tudi skupano 3. na Dirki po Britaniji.

#### 2019
Leta 2019 je osvojil dirko Po ZAE in na veliki enotedenski dirki Tirreno–Adriatico v zadnji etapi za sekundo prehitel Adama Yatesa, na Dirki po Romandiji pa je poleg skupnega seštevka pobral še 3 etapne zmage. 
Na Dirki po Italiji je startal kot vroči favorit, dosegel dve etapni zmagi na prologu in kronometru (9. etapa) toda zaradi padca in težav s prebavo v zadnjem tednu osvojil "le" skupno 3. mesto, pet dni je kot prvi slovenski kolesar nosil rožnato majico skupno vodilnega. 
Na Dirki po Španiji (rdečo majico je nosil 12 etap) je kljub trem padcem kot prvi slovenski kolesar dosegel skupno zmago na tritedenski dirki, zmagal je tudi na kronometru. Sezono je uspešno zaključil z zmago na dveh enodnevnih oktobrskih klasikah Giro dell'Emilia in Tre Valli Varesine.

#### 2020
Kot prvi Slovenec v zgodovini je uspel zmagati na katerem izmed petih prestižnih spomenikov, belgijsko enodnevno spomladansko klasiko Liège–Bastogne–Liège, kjer je v zadnjih metrih prehitel francoza Juliana Alaphilippa. Prvič je postal državni prvak v cestni dirki, na  kronometru pa ga je za 8 sekund prehitel Tadej Pogačar. Na Dirki po Franciji je startal kot favorit za skupno razvrstitev. V 4. etapi je zmagal v sprintu manjše skupine in dosegel svojo 3. etapno zmago na Dirki po Franciji. 6. septembra 2020 v 9. etapi je Roglič  bil drugi za Pogačarjem in kot prvi Slovenec oblekel rumeno majico. Večino dirke je bil favorit za skupno zmago, v odločilno 20. etapo je šel s 57 sekundami prednosti pred drugouvrščenim Pogačarjem, a je izgubil skoraj 2 minuti. Zmagovalec dirke je bil rojak Tadej Pogačar.
Na Dirki po Španiji, na kateri je rdečo majico vodilnega nosil kar 13 etap, je že v prvi etapi napadel in prevzel rdečo majico. Po napetem boju s Richardom Carapazom je zmagal 4 etape (1., 8., 10., 13.) in poleg skupnega je osvojil še seštevek po točkah drugič zapored in osvojil svojo drugo tritedensko dirko.

#### 2021
Svojo jubilejno 50. profesionalno zmago je dosegel 13. marca 2021 na 7. etapi velike enotedenske dirke Pariz–Nica, kjer je pred tem že zmagal 4. in 6. etapo, ter s tem utrdil skupno vodstvo na tej dirki, a je v zadnji etapi padel, je pa na Dirki po Baskiji zmagal 1. etapo. in skupno razvrstitev ter pikčasto in zeleno majico. Na Dirki po Franciji istega leta je v 9. etapi odstopil zaradi padca v 3. etapi. Po Dirki po Franciji je nastopil na olimpijskih igrah v Tokiu, kjer je na cestni dirki  zasedel 28. mesto, na kronometru pa je za več kot minuto premagal tekmece in osvojil naslov olimpijskega prvaka.
Na Dirki po Španiji (rdečo majico je nosil vsega skupaj 11 etap) je zmagal kronometer v 1. etapi ter nato v 11. premagal Enrica Masa. V 17. etapi je kot edini uspel slediti napadu Egana Bernala 60 km pred ciljem, ter se ga nato 8 km pred ciljem otresel za izjemno zmago.  Z zmago na kronometru v zadnji etapi je Vuelto z več kot štiriminutno prednostjo zmagal že tretjič zapored in osvojil svojo tretjo tritedensko dirko v karieri.
Na koncu sezone je osvojil dve jesenski klasiki, Milano–Torino (najstarejša dirka na svetu) in še drugič v svoji karieri Dirko po Emiliji.

#### 2022
Leto 2022 je sezono začel na veliki enotedenski dirki Pariz–Nica, kjer je zmagal 7. etapo in po drami v zadnji etapi tudi skupni seštevek. Na še eni veliki enotedenski dirki Dirki po Dofineji sta bila z kolegom Jonasom Vingegaardom korak pred tekmeci. Na koncu je bil slovenski šampion boljši. 
Na Dirki po Franciji je istega leta grdo padel v peti etapi in kasneje odstopil pred startom 15. etape, pred tem pa je bil Vingegaardu ključen pomočnik v 11. etapi, ko so uspeli strli odpor Tadeja pogačarja. Čez mesec dni je na Dirki po Španiji (eno etapo je nosil rdečo majico) z ekipo zmagal na ekipnem kronometru in četrti etapi in bil v izjemnem položaju da obrani zmago, a je nato v dveh etapah proti glavnemu tekmecu Remcu Evenepoelu izgubil skoraj dve minuti. Proti koncu je hitro začel topiti zaostanek, a je tako kot na Touru, ponovno padel, in sicer v sprintu 16. etape ter zato odstopil.

#### 2023
Leta 2023 je po večmesečni odsotnosti zaradi poškodbe takoj osvojil veliko enotedensko dirko Tirreno–Adriatico, na kateri je s tremi zaporednimi etapnimi zmagami osvojil vse možne majice. Na Dirki po Kataloniji je po napetem boju z Evenepoelom dirko dobil za 6 sekund ter poleg majice po točkah osvojil tudi 2 etapni zmagi.
Na Dirki po Italiji je sprva kazalo slabo, padel je v 5. etapi in po 9. etapi za Evenepoelom zaostajal 47 sekund,  toda Evenepoel je nato zaradi bolezni odstopil in ni startal v 10. etapi. Po njegovem odstopu je Roglič spet grdo padel v 11. etapi. V 16. etapi je proti Geriantu Thomasu in Joau Almeidi izgubil 25 sekund in padel na skupno 3. mesto. V 18. in 19. etapi je pridobil čas proti Almeidi, a se ni mogel otresti Thomasa. Toda na kronometru na Svete Višarje (7.8km, 11.2%) je v špalirju slovenskih navijačev, kljub temu da mu je veriga padla dol, pa ga je tam po naključju stoječi navijač (kolega) rešil iz godlje, zmagal etapo za 40 sekund in za 14 osvojil svojo 4. tritedensko dirko.
Po dvomesečni odsotnosti se je na dirke vrnil z nastopom na etapni Dirki po Burgosu kjer je dobil 2 etapni zmagi in osvojil dirko s prednostjo 39 sekund pred drugouvrščenim Aleksandrom Vlasovom. Na Dirki po Španiji so z Jumbo Vismo dokazali  da so najboljša ekipa na svetu, saj so osvojili prva 3 mesta v skupnem seštevku (Primož je bil tretji), nepričakovano je zmagal Rogličev zvesti kolega Sepp Kuss. Roglič je na dirki osvojil 2 etapni zmagi(8. in 17. etapa). Po Dirki po Španiji se je vedno bolj šušljalo o Rogličevem prestopu, oktobra pa je potrdil prestop v ekipo Bora-Hansgroe. Oktobra je nastopil na treh italjanskih klasikah. Na Dirki po Emiliji je v sprintu premagal Tadeja Pogačarja in mnoge druge, na Dirki po treh dolinah Vareseja pa je v sprintu za 3. mesto bil drugi. Nato je nastopil na zadnji dirki v sezoni, na Italjanski Dirki po Lombardiji, enemu od petih spomenikov. Bil je eden izmed glavnih faviritov, a ni mogel slediti napadu Tadeja Pogačarja, in nato v sprintu manjše skupine zasedel tretje mesto.

### BORA-hansgroe (2024-)

#### 2024
Prestop v Bori se je začel zelo klavrno, zato ga je večina ocenila kot veliko napako. Na svojem prvem nastopu za novo moštvo, na veliki enotedenski dirki Paris-Nica, je precej zaostal za pričakovanji, saj je zasedel šele skupno 8. mesto, več kot 5 minut za zmagovalcem Matteom Jorgensenom.
Toda, ko se je vrnil na kolo, na še eni veliki enotedenski dirki Po Baskiji, je začel zelo obetavno in presenetljivo zmagal že v prvi etapi na kronometru, kljub temu, da je tik pred ciljem zgrešil ovinek. Prevzel rumeno majico vodilnega, ki jo je obdržal vse do konca tretje etape, kljub temu  da je padel a vseeno uspel priti do konca. V četrti etapo, katero je začel kot skupno vodilni, pa so se nanj in ostale favorite zgrnil temni oblaki, saj se je na spustu zgodil hudi skupinski padec v betonski jarek. na kateri so jo hudo skupili vsi trije glavni favoriti; še najhuje Jonas Vingegaard, pa Remco Evenepoel, Roglič pa sicer brez in hujših posledic, a v hudo potolčen dirke ni mogel nadaljevati, in kot ostala dva glavna tekmeca, žal moral odstopil.
Tudi na svoji tretji dirki sezone, veliki enotedenski dirki Po Dofineji, ni šlo vse po načrtih, tudi tu je kar dvakrat končal na tleh, prvič je padel v 3. etapi in končal z odrgninami, drugič pa v 5. etapi z množičnim padcem na deževni drsalnici. A se je uspel zbrati in dirko na koncu dobil za vsega 8 sekund.

## Pomembnejša tekmovanja

### Grand Tour
| Od   | Tritedenske dirke | 2013 | 2014 | 2015 | 2016 | 2017 | 2018 | 2019 | 2020 | 2021 | 2022 | 2023 | 2024 | 2025 |
| ---- | ----------------- | ---- | ---- | ---- | ---- | ---- | ---- | ---- | ---- | ---- | ---- | ---- | ---- | ---- |
| 1909 | Dirka po Italiji  | —    | —    | —    | 58   | —    | —    | 3    | —    | —    | —    | 1    | —    | DNF  |
| 1903 | Dirka po Franciji | —    | —    | —    | —    | 38   | 4    | —    | 2    | DNF  | DNF  | —    | DNF  | 8    |
| 1935 | Dirka po Španiji  | —    | —    | —    | —    | —    | —    | 1    | 1    | 1    | DNF  | 3    | 1    | —    |

### Velike enotedenske dirke
| Od   | Velike enotedenske dirke | 2013 | 2014 | 2015 | 2016 | 2017 | 2018 | 2019 | 2020 | 2021 | 2022 | 2023 | 2024 | 2025 |
| ---- | ------------------------ | ---- | ---- | ---- | ---- | ---- | ---- | ---- | ---- | ---- | ---- | ---- | ---- | ---- |
| 1933 | Pariz–Nica               | —    | —    | —    | —    | —    | —    | —    | —    | 15   | 1    | —    | 10   | —    |
| 1966 | Tirreno–Adriatico        | —    | —    | —    | 52   | 4    | 29   | 1    | 4    | —    | —    | 1    | —    | —    |
| 1911 | Dirka po Kataloniji      | —    | —    | —    | 44   | —    | —    | —    | NH   | —    | —    | 1    | —    | 1    |
| 1924 | Dirka po Baskiji         | —    | —    | —    | —    | 5    | 1    | —    | NH   | 1    | 8    | —    | DNF  | —    |
| 1947 | Dirka po Romandiji       | —    | —    | —    | —    | 3    | 1    | 1    | NH   | —    | —    | —    | —    | —    |
| 1947 | Auvergne−Rona−Alpe       | —    | —    | —    | —    | —    | —    | —    | DNF  | —    | 1    | —    | 1    | —    |
| 1933 | Dirka po Švici           | —    | —    | —    | —    | —    | —    | —    | NH   | —    | —    | —    | —    | —    |

### Enodnevne dirke
| Od   | Spomeniki                | 2013 | 2014 | 2015 | 2016 | 2017 | 2018 | 2019 | 2020 | 2021 | 2022 | 2023 | 2024 | 2025 |
| ---- | ------------------------ | ---- | ---- | ---- | ---- | ---- | ---- | ---- | ---- | ---- | ---- | ---- | ---- | ---- |
| 1907 | Milano–San Remo          | —    | —    | —    | —    | 67   | —    | —    | —    | —    | 17   | —    | —    | —    |
| 1913 | Dirka po Flandriji       | —    | —    | —    | —    | —    | —    | —    | —    | —    | —    | —    | —    | —    |
| 1896 | Pariz–Roubaix            | —    | —    | —    | —    | —    | —    | —    | NH   | —    | —    | —    | —    | —    |
| 1892 | Liège–Bastogne–Liège     | —    | —    | —    | —    | —    | —    | —    | 1    | 13   | —    | —    | —    | —    |
| 1905 | Dirka po Lombardiji      | —    | —    | —    | —    | 40   | 17   | 7    | —    | 4    | —    | 3    | —    |      |
| Od   | Klasike                  | 2013 | 2014 | 2015 | 2016 | 2017 | 2018 | 2019 | 2020 | 2021 | 2022 | 2023 | 2024 | 2025 |
| 1945 | Omloop Het Nieuwsblad    | —    | —    | —    | —    | —    | —    | —    | —    | —    | —    | —    | —    | —    |
| 1945 | Kuurne–Bruselj–Kuurne    | —    | —    | —    | —    | —    | —    | —    | —    | —    | —    | —    | —    | —    |
| 2007 | Strade Bianche           | —    | —    | —    | 74   | 35   | 48   | —    | —    | —    | —    | —    | —    | —    |
| 1876 | Milano–Torino            | —    | —    | —    | —    | 66   | —    | —    | —    | 1    | —    | —    | —    | —    |
| 1977 | Klasika Brugge–De Panne  | —    | —    | —    | —    | —    | —    | —    | —    | —    | —    | —    | —    | —    |
| 1958 | E3 Saxo Bank Classic     | —    | —    | —    | —    | —    | —    | —    | NH   | —    | —    | —    | —    | —    |
| 1934 | Gent–Wevelgem            | —    | —    | —    | —    | —    | —    | —    | —    | —    | —    | —    | —    | —    |
| 1945 | Skozi Flandrijo          | —    | —    | —    | —    | —    | —    | —    | NH   | —    | —    | —    | —    | —    |
| 1907 | Scheldeprijs             | —    | —    | —    | —    | —    | —    | —    | —    | —    | —    | —    | —    | —    |
| 1961 | Brabantska puščica       | —    | —    | —    | —    | —    | —    | —    | —    | —    | —    | —    | —    | —    |
| 1966 | Amstel Gold Race         | —    | —    | —    | —    | —    | —    | —    | NH   | 69   | —    | —    | —    | —    |
| 1936 | Valonska puščica         | —    | —    | —    | —    | —    | —    | —    | —    | 2    | —    | —    | —    | —    |
| 1962 | Eschborn–Frankfurt       | —    | —    | —    | —    | —    | —    | —    | NH   | —    | —    | —    | —    | —    |
| 1893 | Brussels Cycling Classic | —    | —    | —    | —    | —    | —    | —    | —    | —    | —    | —    | —    | —    |
| 1981 | Klasika San Sebastián    | —    | —    | —    | —    | 21   | DNF  | —    | NH   | —    | —    | —    | —    | 22   |
| 1996 | Hamburg Cyclassics       | —    | —    | —    | —    | —    | —    | —    | NH   | NH   | —    | —    | —    | —    |
| 1931 | Bretonska klasika        | —    | —    | —    | —    | —    | —    | —    | —    | —    | —    | —    | —    |      |
| 2010 | Velika nagrada Québeca   | —    | —    | —    | —    | —    | —    | —    | NH   | NH   | —    | —    | —    |      |
| 2010 | Velika nagrada Montréala | —    | —    | —    | —    | —    | —    | —    | NH   | NH   | —    | —    | —    |      |
| 1909 | Dirka po Emiliji         | —    | —    | —    | —    | —    | 7    | 1    | —    | 1    | —    | 1    | DNF  |      |
| 1919 | Coppa Bernocchi          | —    | —    | —    | —    | —    | —    | —    | NH   | —    | —    | —    | DNF  |      |
| 1919 | Tri doline Vareseja      | —    | —    | —    | —    | —    | 22   | 1    | NH   | —    | —    | 4    | NR   |      |
| 1906 | Gran Piemonte            | —    | —    | —    | —    | —    | —    | —    | —    | —    | —    | —    | —    |      |
| 1896 | Pariz–Tours              | —    | —    | —    | —    | —    | —    | —    | —    | —    | —    | —    | —    |      |

### Domača dirka
| Od   | Dirka              | 2013 | 2014 | 2015 | 2016 | 2017 | 2018 | 2019 | 2020 | 2021 | 2022 | 2023 | 2024 | 2025 |
| ---- | ------------------ | ---- | ---- | ---- | ---- | ---- | ---- | ---- | ---- | ---- | ---- | ---- | ---- | ---- |
| 1993 | Dirka po Sloveniji | 15   | 25   | 1    | —    | —    | 1    | —    | NH   | —    | —    | —    | —    | —    |

### Reprezentanca
| Od   | Olimpijske igre    | Olimpijske igre    | 2013    | 2014    | 2015    | 2016 | 2017    | 2018    | 2019    | 2020    | 2021 | 2022 | 2023 | 2024 | 2025 |    |
| ---- | ------------------ | ------------------ | ------- | ------- | ------- | ---- | ------- | ------- | ------- | ------- | ---- | ---- | ---- | ---- | ---- | -- |
| 1896 |                    | Cestna dirka       | Ni bilo | Ni bilo | Ni bilo | 26   | Ni bilo | Ni bilo | Ni bilo | Ni bilo | 28   | NH   | NH   | —    | NH   | NH |
| 1912 | Kronometer         | 10                 | Ni bilo | Ni bilo | Ni bilo | 1    | Ni bilo | Ni bilo | Ni bilo | Ni bilo | —    | NH   | NH   |      | NH   | NH |
| Od   | Svetovno prvenstvo | Svetovno prvenstvo | 2013    | 2014    | 2015    | 2016 | 2017    | 2018    | 2019    | 2020    | 2021 | 2022 | 2023 | 2024 | 2025 |    |
| 1927 |                    | Cestna dirka       | —       | —       | —       | —    | 121     | 34      | DNF     | 6       | 48   | —    | —    | 64   |      |    |
| 1994 | Kronometer         | —                  | —       | —       | 24      | 2    | —       | 12      | —       | —       | —    | —    | 12   |      |      |    |
| Od   | Državno prvenstvo  | Državno prvenstvo  | 2013    | 2014    | 2015    | 2016 | 2017    | 2018    | 2019    | 2020    | 2021 | 2022 | 2023 | 2024 | 2025 |    |
| 1991 |                    | Cestna dirka       | 10      | 4       | 7       | 5    | 5       | —       | 4       | 1       | —    | —    | —    | —    | —    |    |
| 1991 | Kronometer         | —                  | —       | —       | 1       | —    | —       | —       | 2       | —       | —    | —    | —    | —    |      |    |

## Odlikovanja
Leta 2022 je v predsedniški palači prejel odlikovanje Zlati red za zasluge za izjemne športne dosežke, uveljavljanje Slovenije na svetovnem športnem prizorišču in navdih ljudem, ki mu ga je podelil predsednik republike Borut Pahor.

## Profesionalne zmage (91)
V poudarjenem tonu skupne zmage etapnih dirk, v rumenkastem pa enodnevne. 
| Leto | Zmaga | Dirka                                    | Opomba            | Serija                 |
| ---- | ----- | ---------------------------------------- | ----------------- | ---------------------- |
| 2014 | 1.    | Dirka po Azerbajdžanu                    | 2. etapa          | UCI Europe Tour (2.1)  |
| 2015 | 2.    | Dirka po Azerbajdžanu                    | 2. etapa          | UCI Europe Tour (2.1)  |
| 2015 | 3.    | Dirka po Azerbajdžanu                    | Skupno            | UCI Europe Tour (2.1)  |
| 2015 | 4.    | Dirka po Sloveniji                       | 3. etapa          | UCI Europe Tour (2.1)  |
| 2015 | 5.    | Dirka po Sloveniji                       | Skupno            | UCI Europe Tour (2.1)  |
| 2015 | 6.    | Dirka okoli jezera Činghaj               | 5. etapa          | UCI Asia Tour (2.HC)   |
| 2016 | 7.    | Dirka po Italiji                         | 9. etapa (ITT)    | UCI World Tour (2)     |
| 2016 | 8.    | Državno prvenstvo v vožnji na čas        | Enodnevna         | Državno prvenstvo      |
| 2017 | 9.    | Volta ao Algarve                         | Skupno            | UCI Europe Tour (2.HC) |
| 2017 | 10.   | Dirka po Baskiji                         | 4. etapa          | UCI World Tour (2)     |
| 2017 | 11.   | Dirka po Baskiji                         | 6. etapa          | UCI World Tour (2)     |
| 2017 | 12.   | Dirka po Romandiji                       | 5. etapa (ITT)    | UCI World Tour (2)     |
| 2017 | 13.   | Ster ZLM Toer                            | 1. etapa (prolog) | UCI Europe Tour (2.1)  |
| 2017 | 14.   | Dirka po Franciji                        | 17. etapa         | UCI World Tour (2)     |
| 2018 | 15.   | Tirreno–Adriatico                        | 3. etapa          | UCI World Tour (2)     |
| 2018 | 16.   | Dirka po Baskiji                         | 4. etapa          | UCI World Tour (2)     |
| 2018 | 17.   | Dirka po Baskiji                         | Skupno            | UCI World Tour (2)     |
| 2018 | 18.   | Dirka po Romandiji                       | Skupno            | UCI World Tour (2)     |
| 2018 | 19.   | Dirka po Sloveniji                       | 4. etapa          | UCI Europe Tour (2.1)  |
| 2018 | 20.   | Dirka po Sloveniji                       | 5. etapa (ITT)    | UCI Europe Tour (2.1)  |
| 2018 | 21.   | Dirka po Sloveniji                       | Skupno            | UCI Europe Tour (2.1)  |
| 2018 | 22.   | Dirka po Franciji                        | 19. etapa         | UCI World Tour (2)     |
| 2019 | 23.   | Dirka po Združenih arabskih emiratih     | 6. etapa          | UCI World Tour (2)     |
| 2019 | 24.   | Dirka po Združenih arabskih emiratih     | Skupno            | UCI World Tour (2)     |
| 2019 | 25.   | Tirreno–Adriatico                        | Skupno            | UCI World Tour (2)     |
| 2019 | 26.   | Dirka po Romandiji                       | 1. etapa          | UCI World Tour (2)     |
| 2019 | 27.   | Dirka po Romandiji                       | 4. etapa          | UCI World Tour (2)     |
| 2019 | 28.   | Dirka po Romandiji                       | 5. etapa (ITT)    | UCI World Tour (2)     |
| 2019 | 29.   | Dirka po Romandiji                       | Skupno            | UCI World Tour (2)     |
| 2019 | 30.   | Dirka po Italiji                         | 1. etapa (ITT)    | UCI World Tour (2)     |
| 2019 | 31.   | Dirka po Italiji                         | 9. etapa (ITT)    | UCI World Tour (2)     |
| 2019 | 32.   | Dirka po Španiji                         | 10. etapa (ITT)   | UCI World Tour (2)     |
| 2019 | 33.   | Dirka po Španiji                         | Skupno            | UCI World Tour (2)     |
| 2019 | 34.   | Dirka po Emiliji                         | Enodnevna         | UCI Europe Tour (1.HC) |
| 2019 | 35.   | Tri doline Vareseja                      | Enodnevna         | UCI Europe Tour (1.HC) |
| 2020 | 36.   | Državno prvenstvo v cestni dirki         | Enodnevna         | Državno prvenstvo      |
| 2020 | 37.   | Tour de l'Ain                            | 2. etapa          | UCI Europe Tour (2.1)  |
| 2020 | 38.   | Tour de l'Ain                            | 3l etapa          | UCI Europe Tour (2.1)  |
| 2020 | 39.   | Tour de l'Ain                            | Skupno            | UCI Europe Tour (2.1)  |
| 2020 | 40.   | Dirka po Dofineji                        | 2. etapa          | UCI World Tour (2)     |
| 2020 | 41.   | Dirka po Franciji                        | 4. etapa          | UCI World Tour (2)     |
| 2020 | 42.   | Liège–Bastogne–Liège                     | Spomenik          | UCI World Tour (1)     |
| 2020 | 43.   | Dirka po Španiji                         | 1. etapa          | UCI World Tour (2)     |
| 2020 | 44.   | Dirka po Španiji                         | 8. etapa          | UCI World Tour (2)     |
| 2020 | 45.   | Dirka po Španiji                         | 10. etapa         | UCI World Tour (2)     |
| 2020 | 46.   | Dirka po Španiji                         | 13. etapa (ITT)   | UCI World Tour (2)     |
| 2020 | 47.   | Dirka po Španiji                         | Skupno            | UCI World Tour (2)     |
| 2021 | 48.   | Pariz–Nica                               | 4. etapa          | UCI World Tour (2)     |
| 2021 | 49.   | Pariz–Nica                               | 6. etapa          | UCI World Tour (2)     |
| 2021 | 50.   | Pariz–Nica                               | 7. etapa          | UCI World Tour (2)     |
| 2021 | 51.   | Dirka po Baskiji                         | 1. etapa (ITT)    | UCI World Tour (2)     |
| 2021 | 52.   | Dirka po Baskiji                         | Skupno            | UCI World Tour (2)     |
| 2021 | 53.   | Tokio: olimpijski nastop v vožnji na čas | Enodnevna         | Olimpijske igre        |
| 2021 | 54.   | Dirka po Španiji                         | 1. etapa (ITT)    | UCI World Tour (2)     |
| 2021 | 55.   | Dirka po Španiji                         | 11. etapa         | UCI World Tour (2)     |
| 2021 | 56.   | Dirka po Španiji                         | 17. etapa         | UCI World Tour (2)     |
| 2021 | 57.   | Dirka po Španiji                         | 21. etapa (ITT)   | UCI World Tour (2)     |
| 2021 | 58.   | Dirka po Španiji                         | Skupno            | UCI World Tour (2)     |
| 2021 | 59.   | Dirka po Emiliji                         | Enodnevna         | UCI ProSeries (1)      |
| 2021 | 60.   | Milano–Torino                            | Enodnevna         | UCI ProSeries (1)      |
| 2022 | 61.   | Pariz–Nica                               | 7. etapa          | UCI World Tour (2)     |
| 2022 | 62.   | Pariz–Nica                               | Skupno            | UCI World Tour (2)     |
| 2022 | 63.   | Dirka po Baskiji                         | 1. etapa (ITT)    | UCI World Tour (2)     |
| 2022 | 64.   | Dirka po Dofineji                        | Skupno            | UCI World Tour (2)     |
| 2022 | 65.   | Dirka po Španiji                         | 4. etapa          | UCI World Tour (2)     |
| 2023 | 66.   | Tirreno–Adriatico                        | 4. etapa          | UCI World Tour (2)     |
| 2023 | 67.   | Tirreno–Adriatico                        | 5. etapa          | UCI World Tour (2)     |
| 2023 | 68.   | Tirreno–Adriatico                        | 6. etapa          | UCI World Tour (2)     |
| 2023 | 69.   | Tirreno–Adriatico                        | Skupno            | UCI World Tour (2)     |
| 2023 | 70.   | Dirka po Kataloniji                      | 1. etapa          | UCI World Tour (2)     |
| 2023 | 71.   | Dirka po Kataloniji                      | 5. etapa          | UCI World Tour (2)     |
| 2023 | 72.   | Dirka po Kataloniji                      | Skupno            | UCI World Tour (2)     |
| 2023 | 73.   | Dirka po Italiji                         | 20. etapa (ITT)   | UCI World Tour (2)     |
| 2023 | 74.   | Dirka po Italiji                         | Skupno            | UCI World Tour (2)     |
| 2023 | 75.   | Vuelta a Burgos                          | 3. etapa (ITT)    | UCI ProSeries (2)      |
| 2023 | 76.   | Vuelta a Burgos                          | 5. etapa          | UCI ProSeries (2)      |
| 2023 | 77.   | Vuelta a Burgos                          | Skupno            | UCI ProSeries (2)      |
| 2023 | 78.   | Dirka po Španiji                         | 8. etapa          | UCI World Tour (2)     |
| 2023 | 79.   | Dirka po Španiji                         | 17. etapa         | UCI World Tour (2)     |
| 2023 | 80.   | Dirka po Emiliji                         | Enodnevna         | UCI ProSeries (1)      |
| 2024 | 81.   | Dirka po Baskiji                         | 1. etapa (ITT)    | UCI World Tour (2)     |
| 2024 | 82.   | Dirka po Dofineji                        | 6. etapa          | UCI World Tour (2)     |
| 2024 | 83.   | Dirka po Dofineji                        | 7. etapa          | UCI World Tour (2)     |
| 2024 | 84.   | Dirka po Dofineji                        | Skupno            | UCI World Tour (2)     |
| 2024 | 85.   | Dirka po Španiji                         | 4. etapa          | UCI World Tour (2)     |
| 2024 | 86.   | Dirka po Španiji                         | 8. etapa          | UCI World Tour (2)     |
| 2024 | 87.   | Dirka po Španiji                         | 19. etapa         | UCI World Tour (2)     |
| 2024 | 88.   | Dirka po Španiji                         | Skupno            | UCI World Tour (2)     |
| 2025 | 89.   | Dirka po Kataloniji                      | 4. etapa          | UCI World Tour (2)     |
| 2025 | 90.   | Dirka po Kataloniji                      | 7. etapa          | UCI World Tour (2)     |
| 2025 | 91.   | Dirka po Kataloniji                      | Skupno            | UCI World Tour (2)     |

## Oglaševanje
S partnerko Loro Klinc sta leta 2021 postala zaščitni obraz  Nova KBM, ki je ob prevzemu Abanke doživela posodobitev blagovne znamke.

## Dobrodelnost
Je vodja dobrodelne fundacije Primoža Rogliča, skrbi za organiziranje dobrodelnih dogodkov. Najbolj poznana prireditev je Zlati krog s Primožem Rogličem. Prvič je bil leta 2022 v Mariboru, drugič 2023 prav tako v Mariboru in tretjič 2024 v Novi Gorici.

## Zasebno
Z Loro Klinc se je oktobra 2021 poročil na zasebnem obredu v Vili Vipolže v Goriških brdih. Zakonca imata dva sinova po imenu Lev in Aleks.

## Večna lestvica
Najboljši kolesarji vseh časov po 2 lestvicah. 
| Uvrstitev | Lestvica            | Točke   |        |
| --------- | ------------------- | ------- | ------ |
| 21.       | procyclingstats.com | 1.271,7 | [ 19 ] |
| 30.       | cyclingranking.com  | 26.744  | [ 20 ] |